# جورج ويليام تشايلدز
جورج ويليام تشايلدز (بالإنجليزية: George William Childs)‏ هو ناشر وصحفي أمريكي، ولد في 12 مايو 1829 في بالتيمور في الولايات المتحدة، وتوفي في 3 فبراير 1894 في فيلادلفيا في الولايات المتحدة.